# Khasavjurt
Khasavjurt (russisk: Хасавю́рт, tr. Khasavjúrt; kumykisk: Хасав-юрт; tjetjensk: Хаси-Эвл) er en by i den sydrussiske republik Dagestan med  155.144 (2021) indbyggere beliggende ved floden Jaryk-Su (russisk: Ярык-су) tæt på grænsen til den russiske republik Tjetjenien. Byen var tidligere kendt som Khasav-Jurt (russisk: Хасав-Юрт).

## Historie
Khasavjurt blev grundlagt i 1846  som en befæstet bosættelse til beskyttelse af russiske handelsmænd mod angreb fra tjetjenerne. Byen fik officiel status som by i 1931. Som følge af de tjetjenske krige har byen modtaget et stort antal tjetjenske flygtninge.

## Økonomi
Den vigtigste lokale industriproduktion er fødevareindustri, der fokuserede på forarbejdning af lokale landbrugsprodukter: konservesfabrikker, der producerer frugt-, grøntsgs- og kødkonserves; slagteri, mejeri og vinproduktion. I oplandet er der vin- og fjerkræavl

### Demografi
| 1939   | 1956   | 1970   | 1979   | 1989   | 2002    | 2007    | 2010    | 2012    | 2014    |
| ------ | ------ | ------ | ------ | ------ | ------- | ------- | ------- | ------- | ------- |
| 23.000 | 34.200 | 54.300 | 65.100 | 70.514 | 121.817 | 126.029 | 131,187 | 132,515 | 135,329 |

`

## Venskabsbyer
- Nablus, Det palæstinensiske selvstyre

## Personer fra Khasavjurt
- Vladimir Chirkin, Generaloberst, russisk militær chef, chef for de russiske landstyrker siden april 2012.
- Buvajsar Sajtiev, bryder
- Mavlet Batirov, bryder
- Machatj Murtazalijev, bryder